# Stazione di Firenze Porta alla Croce
La stazione di Firenze Porta alla Croce era una stazione ferroviaria e tranviaria di Firenze, situata dove oggi si incontrano il viale Antonio Gramsci, il viale Giuseppe Mazzini e il viale Bernardo Segni.

## Storia
Dedicata alla vicina porta alla Croce, la stazione fu aperta al servizio pubblico il 1º o, secondo altre fonti, il 20 settembre 1862 assieme alla Firenze-Pontassieve.
Fu soppressa il 1º giugno 1896, quando fu aperto il nuovo tracciato della ferrovia per Arezzo e per Roma, e fu sostituita dalla nuova stazione di Campo di Marte.
Al suo posto sorsero eleganti palazzine e villini borghesi.

## Strutture e impianti
Secondo i progetti del 1858, la stazione era dotata di un fabbricato viaggiatori in muratura formato da un corpo centrale, a un solo livello fuori terra, e da due laterali, a due piani. L'ala destra era riservata al personale di servizio e alla gendarmeria adibita alla pubblica sicurezza, mentre quella sinistra era riservata ai viaggiatori e alle merci in partenza, in quanto dotata di biglietteria e dell'ufficio spedizione merci e bagagli. Nel corpo centrale si trovavano le sale d'attesa, l'ufficio del capostazione e l'ufficio ricezione merci e bagagli in arrivo.
Il piazzale era composto dall'unico binario di corsa della linea ferroviaria, da un altro di raddoppio e da uno di scalo.

## Interscambi
Dal 5 agosto 1890, la tranvia del Chianti ebbe il suo capolinea presso Piazza Beccaria. Un binario, riservato solo al trasporto di merci, collegava il capolinea al piazzale antistante alla stazione. Con l'apertura della stazione di Campo Marte, il raccordo fu prolungato verso il nuovo scalo.